# Panadería El Pontón (Bilbao)
El edificio de la panadería El Pontón de Bilbao (Vizcaya, España) formaba parte de un conjunto de edificios exentos completado por el granero, el molino y la leñera. Estos edificios se disponían de forma escalonada adaptándose a la pronunciada pendiente. El edificio de la panadería constituye el primer edificio fabril de la protoindustria de Vizcaya y uno de los pocos testimonios de la misma. Se trata por lo tanto de la primera edificación industrial significativa de Vizcaya. Resultan asimismo destacables sus singulares dimensiones y su organización tipológica, en torno a un patio.
En 1793 surge la iniciativa de la construcción de estas instalaciones con el fin de garantizar el aprovisionamiento de harina y pan a Bilbao. Esta iniciativa se materializa en el proyecto del arquitecto de Vergara Alexo de Miranda, figura destacada de la primera vanguardia del Neoclasicismo en Euskadi. 

## Descripción
La panadería es una enorme masa cúbica, con tejado a cuatro aguas, construida a base de muros portantes de mampostería y empleando sillería en esquinales y recercos de huecos. Se adapta a la pendiente del terreno, y así dispone de cuatro alturas en su lado sudeste y tres en el resto. Esta diferencia de alturas se resuelve mediante un zócalo inclinado en planta baja, que junto con la escala del edificio contribuye a otorgarle cierta monumentalidad.
Los vanos son adintelados en su totalidad, y se distribuyen de una forma ordenada, por medio de ejes verticales regulares. Estos se resaltan por medio de un recercado regular y bruto.
A pesar de las intervenciones sufridas, el edificio mantiene una parte significativa de sus elementos principales, de tal manera que se reconoce la obra de arquitectura que fue y se mantiene su fuerte presencia en su entorno urbano, cualificándolo.